# Elephantomyia pictivena
Elephantomyia pictivena är en tvåvingeart som beskrevs av Alexander 1961. Elephantomyia pictivena ingår i släktet Elephantomyia och familjen småharkrankar.
Artens utbredningsområde är Madagaskar. Inga underarter finns listade i Catalogue of Life.